# Trocnadella rubiginosus
Trocnadella rubiginosus är en insektsart som beskrevs av Kuoh 1986. Trocnadella rubiginosus ingår i släktet Trocnadella och familjen dvärgstritar. Inga underarter finns listade i Catalogue of Life.